# 松原・坂口の土曜はど〜よ!?
松原・坂口の土曜はど〜よ!?（まつばら・さかぐちのどようはど〜よ）は、2004年4月3日から2007年3月31日まで放送されていた東海ラジオ放送の土曜昼のワイド番組。
- 2007年1月20日より「松原敬生の土曜はど〜よ!?」と暫定的に番組名が変更されていた（出演者の項参照）。

## 番組の創設と終了について
- 番組の前身は、松原敬生・坂口美奈子・源石和輝が出演していた「さか松ゲン」（2003年4月～2004年3月、土・日放送）である。2004年4月改編で源石が降板したため、残された松原・坂口をメインに据えて誕生したのが「松原・坂口の土曜はど〜よ!?」である。
- 番組は2004年4月より約3年継続してきたが、2007年1月以降、坂口が事故による休養となり（後述）、復帰の目途も立たないことから、同年3月をもって放送終了ということになったと思われる。[独自研究?]

## 放送時間
- 毎週土曜日　14時〜16時30分（2005年1月～3月は14時-16時）
- プロ野球デーゲーム中継『東海ラジオ ドラゴンズスペシャル』(2007年オープン戦は、『東海ラジオ ガッツナイタースペシャル』)放送日は時間を短縮したり、休止する場合があった。

## 出演者

### パーソナリティ
- 松原敬生（開始当初は東海ラジオアナウンサー、後にフリーアナウンサー）
- 坂口美奈子（注）

### 坂口休養中の代理登板について
- 坂口は事故による負傷のため、2007年1月13日の放送が最後の出演となった。1月20日の放送からは坂口の「ピンチヒッター」として下記のとおり女性パーソナリティーが週代わりで登板する措置を取っていた。なお番組上では3月の放送終了まで降板扱いとはされなかった。

- 深谷里奈（1月20日、3月10日）
- 山崎聡子（1月27日、3月3日）
- 古池真由美（2月3日、3月17日）
- 神野三枝（2月10日）
- 蟹江篤子（2月17日）
- 青山紀子（2月24日）
- 佐藤友香（3月31日）

なお、坂口は上記休養とは別に2005年5～6月の約2ヶ月番組を休んでいる。野球中継で実際には半分程度しか放送はなかったが、番組があった際には進行に原光隆が、「21ショッピング」に古池や浅田若菜が出演することでカバーした。また山浦ひさしが中継に出ず、スタジオでアシスタントを務めた週が1回ある。

### リポーター
- 山浦ひさし

## 番組コーナー
さていきなり問題です!番組冒頭でクイズを出題し、正解が出るまでリスナーと電話をつなぐ。正解者に1,000円分の商品券をプレゼント。たまに、ビッグなゲストがコメントとともに問題を出すことがある（過去に、関ジャニ∞など）。
そっちの天気はどうかなあ?レポーター・山浦ひさしが毎週東海3県のどこかの駅に立ち寄り、駅の紹介、周辺レポートを報告。また当日の中継先の天気の様子をFAX・メールで予想し、正解者に1,000円分の商品券をプレゼント。なお、山浦が立ち寄る駅は、前回放送分のエンディングで松原が抽選で引いて決まり、中継先の天気は山浦の独断で決定する。
- なおこの中継先が、お店からの中継の場合、パーソナリティーの2人へのお土産等をかけたクイズ等を行うことがある（大半は、食べ物関係が多い。なおここで、坂口のエコーがかかる可能性が大きく、お菓子類だとエコーがかかる割合が高い）。
- 2007年1月13日のこのコーナーは、ナガシマスパーランドの名物・スチールドラゴン（ジェットコースター）に乗車しながらのリポート&乗車後、ナガシマリゾートからのお知らせを告知した。

21ショッピングパーソナリティの2人が売り手となり、リスナーにその週の商品（お題）をセールストーク。リスナーにはどちらのセールスが良かったかをFAX・メールで判定してもらい、松原・坂口それぞれに投票したリスナーの中からそれぞれ1名に3,000円分の商品券か「いい」たわし1個をプレゼント。商品券になるかたわしになるかは、勝者が回すショッピングルーレットで決まる（勝者側の当選者が当たらなかったものが、敗者側の当選者の賞品となる）。なお実際に商品の販売はしない。コーナー名の語源は、1. 松原と坂口の年齢差、2. 21世紀のお買い物の2つが掛けられているが、坂口が長期休養に入り週代わりで年齢差が変動するようになってからは、松原は2.を強調してコーナーを開始していた。坂口休養までの通算対戦成績は松原67勝、坂口67勝のイーブンであった。
クイズ!フォットステーション中継先の人とスタジオをつないでゲームする。ある有名人の写真を挑戦者に見せてヒントを出してもらう。スタジオのパーソナリティ2人がそのヒントを元に有名人を当てる。優勝者は現金1万円と「殿堂」の称号が与えられるが、次回以降の出場資格を失う（「殿堂」の制度は2回目の優勝をした者が登場したため、より多くの者が参加できるように創設された。なお最終回は「殿堂」所有者も出場が認められ所有者が優勝したため、2回優勝した者が2名いる(もう1人は、番組初期の参加者が少ない頃に2度出て2度とも勝利した)なおリスナーは、挑戦者3名の正解数の合計を予想し15時までに番組までFAXorEメールで番組に応募し、抽選で1名に1000円分の商品券をプレゼントという企画もあった。しかしごく稀に、正解数予想が応募された中にないケースもあり、その場合は次週に「キャリーオーバー」として繰り越していた。
クイズ!フォットスタジオ21ショッピングの敗者が、有名人の写真を見て5秒間のうちにリスナーにヒントを出し、回答をメール等で寄せる。1名に2000円分の商品券が当たる。
敬生!今日も演歌（え〜んかぁ）!?松原敬生がお薦めの演歌を紹介。
美奈子!今日も映画（え〜がぁ）!?坂口美奈子がお薦めの映画を紹介。※坂口の長期休養に伴い休止。
ぴんぽ～ん!誰?ゲストコーナー。生放送のスタジオにゲストを呼ぶこともあるが、事前収録もある。なお2人の都合で、松原or坂口のいずれか1人とゲスト　ということがある。
ワン・ツー「○○と言えば…」テーマの元3つの選択肢が出される。リスナーは「1番目にイメージしやすいもの」「2番目にイメージしやすいもの」を連勝単式方式で予想し投票する。もっとも多い投票のなかから1名に2000円分の商品券が当たる。投票結果は16時台で発表されるので、16時に打ち切りの週は放送されない。
どうぞご勝手に16時直後のごく普通のフリートークコーナー。エンディングまでの場つなぎコーナーでもある。だが、2005年10月のコーナーでは坂口の結婚発表が行われるなど、物議を醸すこともあった。

### 過去のコーナー
私の言ってる事ど〜かなぁ〜リスナーの主張をぶつけ、それに対するその他のリスナーの意見を紹介。　
Big Bigger Biggestリスナー（ラジオネーム不可）が自己PR生で出演し、知り合いからの投稿数を競う。集まった投稿数で賞金が異なる。松原肝煎りのコーナーであったが、各回ほとんど投稿が集まらずコーナー打ち切り。

## その他
- 落合博満が中日ドラゴンズに就任して1年目の春頃に、番組内でドラゴンズが話題になった時、落合が「オレ流」と呼ばれていた事について、坂口が『じゃあ「オレ流」の「流」を「竜」にして、「オレ竜」・・・』という事をボソっと口にした。その後、各マスコミでこの『オレ竜』という表記がポツポツと使われるようになった。
- この番組のリポーター・山浦ひさしは、自分の担当コーナーが終わると、番組エンディングまで待機時間となるので、中継先である駅の近くのファーストフード店（マクドナルドやミスタードーナツが多かったが、それらがない場合は駅周辺の喫茶店など）で暇をもてあます。そのため、パーソナリティーの2人（特に坂口）に、よく番組内で怒られていたが、最近はそのことがリスナー・パーソナリティーを含め、知っていて当然の事となっている。
- 坂口は、番組内で、○○○、だぁ〜いすき!（○○○には、きよめ餅などのお菓子類）とエコーを絶妙なタイミングで入れてもらっていた。しかし松原がやるとエコーが掛からないことが多かった。坂口休養後は松原の発言でもエコーが掛かるケースが増えた。
- 番組内で、松原敬生のレコード「哀愁のトラッカー」がごくごく稀に掛かることがあった。2005年12月の番組中に坂口が「リクエストが50通以上来たら、曲を掛けてもいい」と口にしたところ100通以上のリクエストが番組に寄せられ、実際に掛けられたことがある。
- この番組のゲストとして：関ジャニ∞、ケミストリーなど様々な有名人が登場する。なお、両アーティストを番組中「準レギュラー」と称することがあるが、あくまで番組の中での話であり公式なものではない。

| 東海ラジオ放送 土曜午後のワイド番組 | 東海ラジオ放送 土曜午後のワイド番組 | 東海ラジオ放送 土曜午後のワイド番組 |
| 前番組                              | 番組名                              | 次番組                              |
| ----------------------------------- | ----------------------------------- | ----------------------------------- |
| ワハハだ！さか松ゲン                | 松原・坂口の土曜はど〜よ!?          | 山浦ひさし 全力疾走                 |